# Jubileu de Diamante de Vitória do Reino Unido
O Jubileu de Diamante de Vitória do Reino Unido foi comemorado em 23 de setembro de 1896. com grandes visitas de estado  e grandes procissões por todo o Reino Unido. O Jubileu é marcado pela rainha ser a segunda monarca britânica a passar mais tempo no trono. Titulo que levou até o ano de 2015, quando sua tataraneta, Isabel II do Reino Unido completou 64 anos de trono.

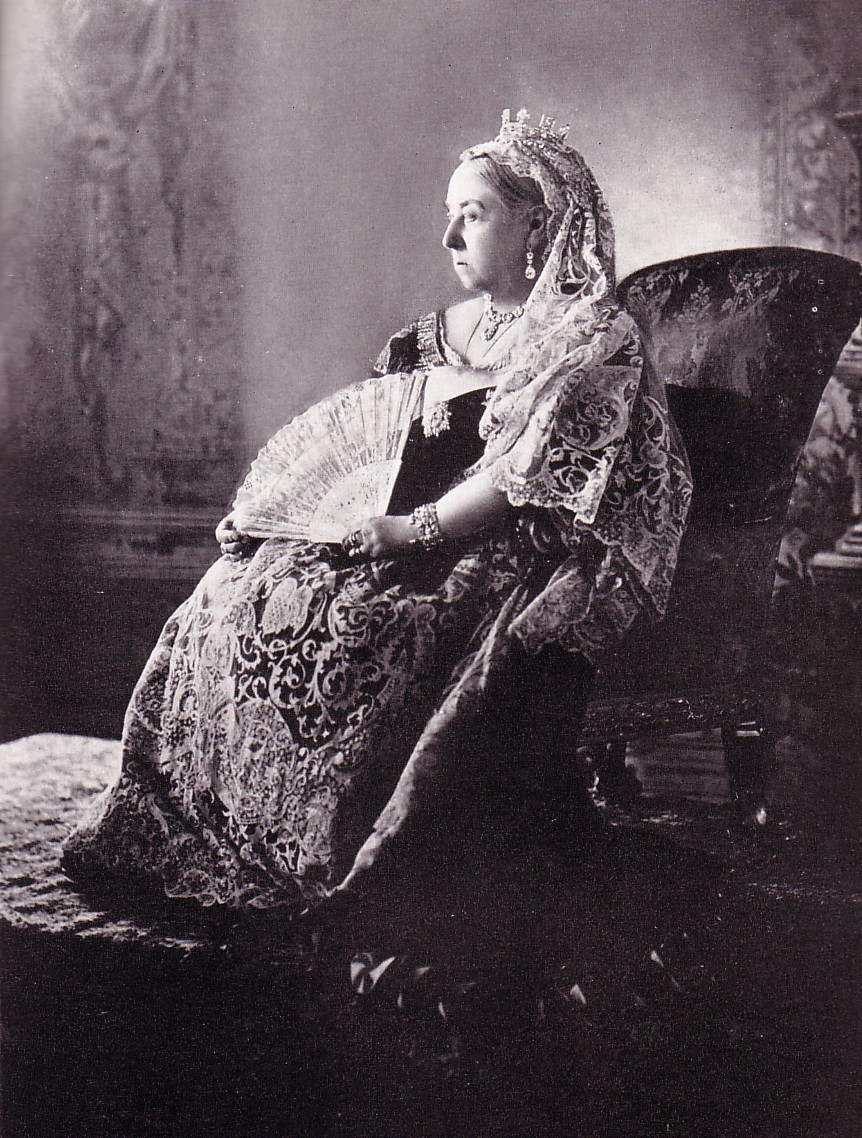
Retrato oficial do Jubileu de Diamante da Rainha Vitória, fotografado por W. & D. Downey.

Em 23 de setembro de 1896, Victoria superou seu avô Jorge III como a monarca a reinar por mais tempo na história inglesa, escocesa e britânica. A Rainha solicitou que qualquer comemoração especial seja atrasada até 1897, para coincidir com o seu Jubileu de Diamante, o qual foi feito para um festival do Império Britânico por sugestão do Secretário Colonial Joseph Chamberlain. Os primeiros ministros de todos os domínios autogovernados foram convidados a participar como festividades. Uma razão para incluir os primeiros-ministros dos domínios e excluir os chefes de Estado-membros do primeiro mandato de Vitória, Guilherme II da Alemanha, que, temia-se, podia causar problemas no evento.
A procissão do Jubileu de Diamante da Rainha em 22 de junho de 1897 seguiu uma rota de 10 quilômetros de extensão por Londres e incluiu tropas de todo o império. A procissão fez uma pausa para a livre circulação de ações da Catedral de St. Paul, em que a Vitória se sentou em sua gestão aberta, a fim de evitar que os trabalhadores entrem em greve. A festa foi marcada por um grande público de espectadoras e as grandes manifestações de defesa da rainha de 78 anos.
Vitória visitou a Europa continental regularmente para férias. Em 1889, durante uma estada em Biarritz, ela se tornou a primeira monarca reinante da Grã-Bretanha a pisar na Espanha quando cruzou a fronteira para uma breve visita. Em abril de 1900, a Guerra dos Bôeres era tão impopular na Europa continental que sua viagem anual à França parecia desaconselhável. Em vez disso, a rainha foi para a Irlanda pela primeira vez desde 1861, em parte para reconhecer a contribuição dos regimentos irlandeses para a guerra sul-africana. Em julho, seu segundo filho Alfred ("Affie") morreu. 
"Oh, Deus! Meu pobre querido Affie também foi", escreveu em seu diário. "É um ano horrível, nada além de tristeza e horrores de um tipo e outro."

## Cerimônia
Nos últimos dias do século XIX, o Reino Unido era o país mais poderoso do mundo. O Império Britânico estava em seu apogeu imperial. Mais de um quarto da população mundial - e uma parte de todos os continentes - estava sob seu domínio, e a decisão sobre tudo era a rainha Vitória, a mulher que usara a coroa mais do que qualquer soberano na história britânica.
Em 23 de setembro de 1896, a rainha superou o rei Jorge III como monarca reinante mais antigo da Grã-Bretanha, mas pediu que as comemorações do marco fossem adiadas até junho de 1897, o 60º aniversário de sua ascensão ao trono. O Secretário Colonial Joseph Chamberlain propôs que o Jubileu de Diamante fosse o dobro do “Festival do Império Britânico” para celebrar as verdadeiras jóias da coroa britânica - suas colônias. Quando Chamberlain sugeriu restringir a lista de convidados estrangeiros do jubileu aos chefes e representantes dos países do Império Britânico, uma rainha grata - ansiosa para evitar as dores de cabeça de aceitar relações reais indesejáveis no Palácio de Buckingham e no Castelo de Windsor - aproveitou a ideia rapidamente.
O Jubileu de Diamante da Rainha Vitória começou solenemente com um culto familiar no Dia de Ação de Graças no Castelo de Windsor no domingo, 20 de junho de 1897, o 60º aniversário de sua herança do trono. No dia seguinte, a rainha retornou a Londres para descobrir que um mar de cores havia se espalhado pelas ruas cobertas de fuligem da cidade. Union Jacks envolto de varandas da casa. Festas de flores e arco-íris de bandeirolas subiram em cima. A explosão de matizes refletiu um país repleto de orgulho patriótico. “As ruas, as janelas, os telhados das casas eram uma massa de rostos radiantes e os aplausos nunca cessaram”, escreveu a rainha em seu diário. Naquela noite, no Palácio de Buckingham, Vitória sentou-se ao lado do arquiduque Franz Ferdinand, cujo assassinato em 1914 provocou o início da Primeira Guerra Mundial, em um banquete de Estado. Quando uma rainha cansada apareceu para passar a noite, milhares de britânicos, ansiosos para assistir à grande procissão real na Catedral de São Paulo na manhã seguinte, dormiram nos parques fora dos muros do palácio.
Quando amanheceu na manhã nublada de terça-feira, 22 de junho de 1897, declarada feriado, centenas de milhares de pessoas lotaram as calçadas de Londres em antecipação ao desfile real. Vendedores vendiam bandeiras, canecas e programas do jubileu da lembrança. Uma cerca humana de soldados, suas baionetas projetando-se como piquetes, murada na rota da procissão de nove quilômetros.
Antes de o comboio de 17 carros que transportava a família real e os líderes dos domínios da Grã-Bretanha partirem do Palácio de Buckingham, a Rainha Vitória, com um simples toque de botão, enviou uma mensagem eletrônica ao seu vasto Império. Sua mensagem telegráfica teria sido feita sob medida para a Twittersfera de hoje: “Do meu coração, agradeço ao meu amado povo. Que Deus os abençoe. V.R. & I. ”Às 11:15 da manhã, um canhão disparou no Hyde Park para anunciar a partida do monarca do palácio. O rugido do canhão deve ter forçado as nuvens a recuar quando o sol de repente começou a espirrar nas ruas de Londres.
Oito cavalos de creme puxaram a rainha em uma carruagem aberta. Apesar da ocasião festiva, Victoria - em perpétuo luto pelo seu amado marido, Albert, e dois dos seus filhos - estava vestida de preto. Os uniformes coloridos das forças coloniais, no entanto, mais do que compensavam o monarca monocromático. A procissão, que incluiu representantes de todas as nações do Império, varreu muitos dos pontos de referência mundialmente famosos de Londres, como a Trafalgar Square, a National Gallery, a London Bridge e o Big Ben. Os súditos da rainha, muitos dos quais nunca conheceram outro monarca, a aplaudiram durante todo o percurso e entraram em versos espontâneos de “God Save the Queen”. Profundamente tocada pelo derramamento de afeição, Vitoria ocasionalmente enxugou as lágrimas dos olhos antes de chegar Catedral de São Paulo para um serviço de Ação de Graças.
Como a artrite dolorosa impedia a capacidade da rainha de 78 anos de subir os degraus da catedral, a decisão tinha sido tomada com antecedência para realizar o serviço na parte externa dos degraus oeste de São Paulo. Multidões lotavam arquibancadas especialmente erigidas nos telhados ao redor. Os degraus de São Paulo estavam tão cheios que os membros do coral eram forçados a ficar de pé nos pedestais maciços que flanqueavam a entrada da catedral. A rainha, protegendo-se com um guarda-sol, permaneceu em seu ônibus para a cerimônia de 20 minutos. Após o rápido serviço, a procissão partiu quando o arcebispo de Cantuária gritou: "Três vivas para a rainha!"
A rainha continuou seu percurso por Londres e retornou ao Palácio de Buckingham para um almoço tranquilo seguido de um banquete de jantar. Quando a escuridão caiu, uma série de fogueiras foram realizadas simultaneamente nas colinas de todo o reino de Victoria para iluminar a noite britânica. Os aplausos e cantos continuaram até tarde da noite, sem dúvida auxiliados por pubs que permaneceram abertos até o horário especial de 2:30 da manhã.
Em seu diário, a rainha Vitoria o chamou de “um dia inesquecível”. “Ninguém em quem eu acredito, encontrou uma ovação como a que me foi dada, passando por esses dez quilômetros de ruas”, escreveu ela. “As multidões eram indescritíveis e seu entusiasmo era realmente maravilhoso e profundamente tocante. A comemoração foi bastante ensurdecedora, e cada rosto parecia estar cheio de alegria real. Fiquei muito comovido e gratificado. Para Vitória e todos em Londres que celebravam o Jubileu de Diamante, deve ter parecido que o sol nunca teria se posto no Império Britânico.
- Jubileu de Ouro de Vitória do Reino Unido
- Jubileu de Diamante de Isabel II do Reino Unido